# Křížový vrch (Cvikov)

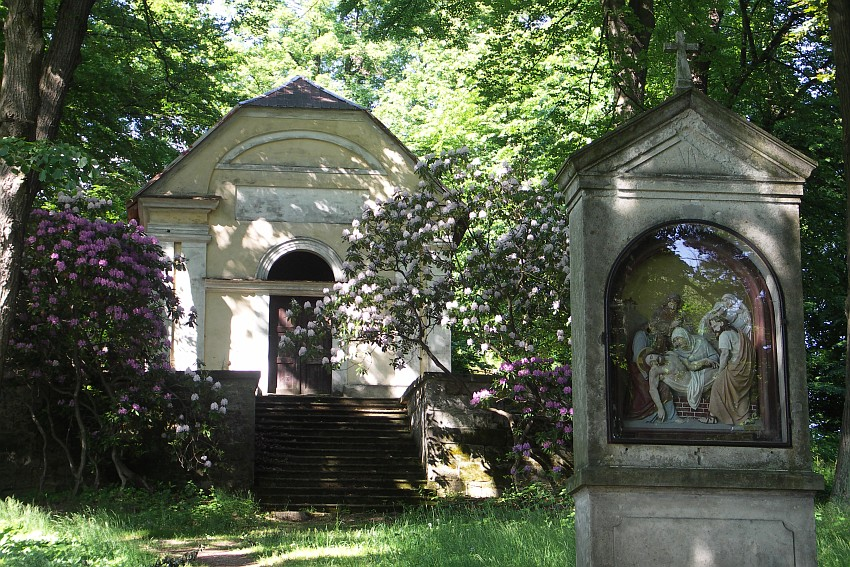
Obere Kapelle

Der Křížový vrch (Kalvarienberg) befindet sich ca. 1,5 km nordöstlich von Cvikov (Zwickau in Böhmen). Er ist 437 m hoch und trägt einen Kreuzweg mit 14 Kreuzwegstationen und einer Kapelle.

## Lage und Umgebung
Zum Křížový vrch gelangt man über die Straße vom Stadtzentrum zum Kindersanatorium im Nordosten der Stadt. Ein blau markierter Wanderweg führt von Cvikov nach Trávník (Glasert) den Kreuzweg hinauf.
Der Berg selber ist als Ausläufer des östlich gelegenen Zelený vrch (Grünberg) (586 m) anzusehen.

## Geschichte
Früher hieß die niedrige Basaltberg Nüssebergel, bis 1728 eine Einsiedelei errichtet wurde. 1729 stellten die Bewohner zu Ostern drei Kreuze auf dem Gipfel auf und ein Passionsspiel wurde aufgeführt. 1730 wurde mit dem Bau einer ersten Kapelle begonnen, welche 1735 fertiggestellt wurde. Durch gestiftete kleine Kapellen, in denen auf Leinen der Leidensweg Christi dargestellt wurde, erhielt der Weg zur oberen Kapelle allmählich den Charakter eines Kreuzweges.

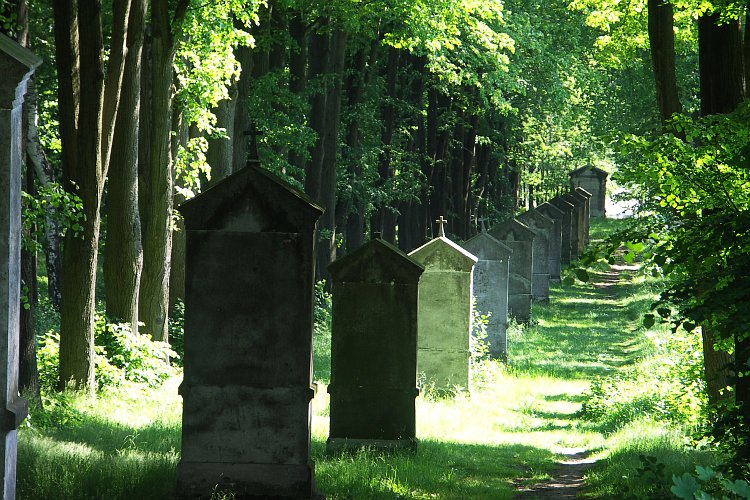
Kreuzwegkapellen von oben

Nach Zwangsauflösung der Einsiedelei per Dekret durch Kaiser Josef II. begann 1782 der Verfall des Kreuzweges. Außerdem setzte die Kirchenobrigkeit alles daran, die Zwickauer Passionsspiele zu verbieten, was 1797 schließlich gelang. 1805 entschied die Kirche, den Kreuzweg in der Kirche in Zwickau aufzubauen und den Kalvarienberg aufzugeben. Die Kapellen auf dem Berg durften nicht mehr repariert werden. Dem zum Trotze wurde am 24. Oktober 1847 an Stelle der ursprünglich hölzernen Grab-Gottes-Kapelle eine steinerne Kapelle geweiht, welche aus Spenden errichtet wurde. 1833 wurde durch den Zwickauer Calvarienbergverein eine Lindenallee gepflanzt.
Die Kreuzwegkapellen verfielen trotzdem, so dass 1890 nur noch 4 davon übrigblieben. 1900 wurden 14 neue Kapellen geweiht, welche in verglasten Nischen aus Holz geschnitzte Leidenswegbilder zeigten. Auf dem Gipfel errichtete man ein eisernes Kreuz sowie Statuen der Jungfrau Maria, des Evangelisten Johannes und der Hl. Maria Magdalena. 1923 kam noch ein Heldenhain für die im Ersten Weltkrieg Gefallenen dazu.

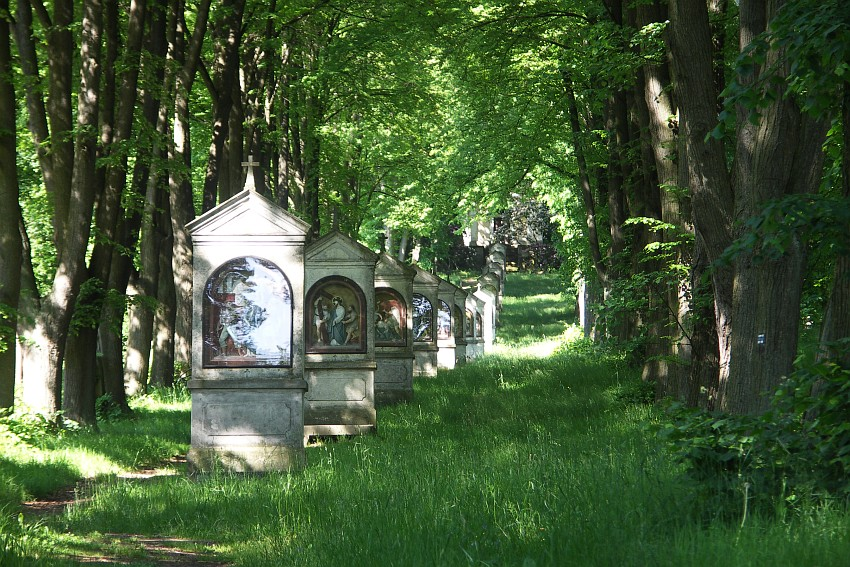
Kreuzwegkapellen von unten gesehen

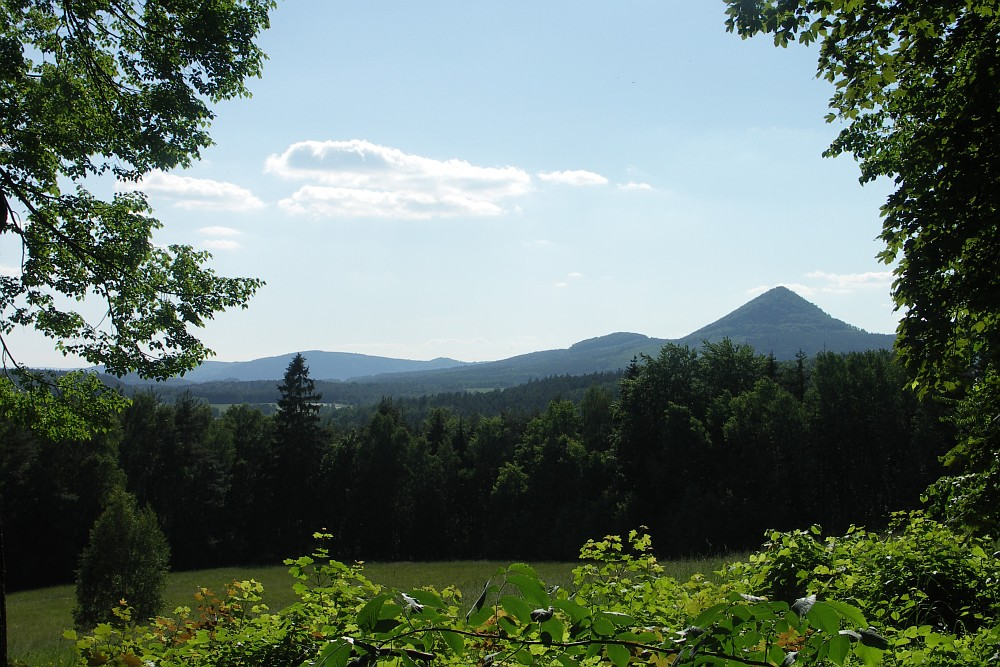
Blick vom Křížový vrch (Kalvarienberg) auf den Kleis

Nach dem Zweiten Weltkrieg sah die Kalvarie erneut ihrem Untergang entgegen. Viele Kapellen wurden zerstört oder verfielen nach und nach durch Witterungsunbilden. 1991 ließ der Bürgermeister von Cvikov alle 14 Kreuzwegkapellen sowie die Kapelle auf dem Gipfel renovieren. Diese blieb jedoch ohne Ausstattung. Von den dahinter liegenden Parkanlagen ist nicht viel übrig geblieben. Lediglich die Statue der Hl. Maria Magdalena und Rest der Jungfrau Maria (ohne Kopf) sind erhalten geblieben. Die Johannesstatue wurde im Jahr 2000 gestohlen.